# Liolaemus morenoi
Liolaemus morenoi — вид ігуаноподібних ящірок родини Liolaemidae. Ендемік Аргентини. Вид названий на честь аргентинського дослідника і натураліста Франсіско Морено.

## Поширення і екологія
Liolaemus morenoi відомі з типової місцевості, розтвашованої на південному заході провінції Неукен. Вони живуть в чагарникових степах та на піщаних дюднах, місцями порослих чагарниками. Зустрічаються на висоті від 550 до 700 м над рівнем моря. Живляться комахами, відкладають яйця.

## Збереження
МСОП класифікує цей вид як вразливий. Liolaemus morenoi може загрожувати знищення природного середовища.